# サフォノヴォ
座標: 北緯55度06分26秒 東経33度14分09秒 / 北緯55.1072度 東経33.2358度

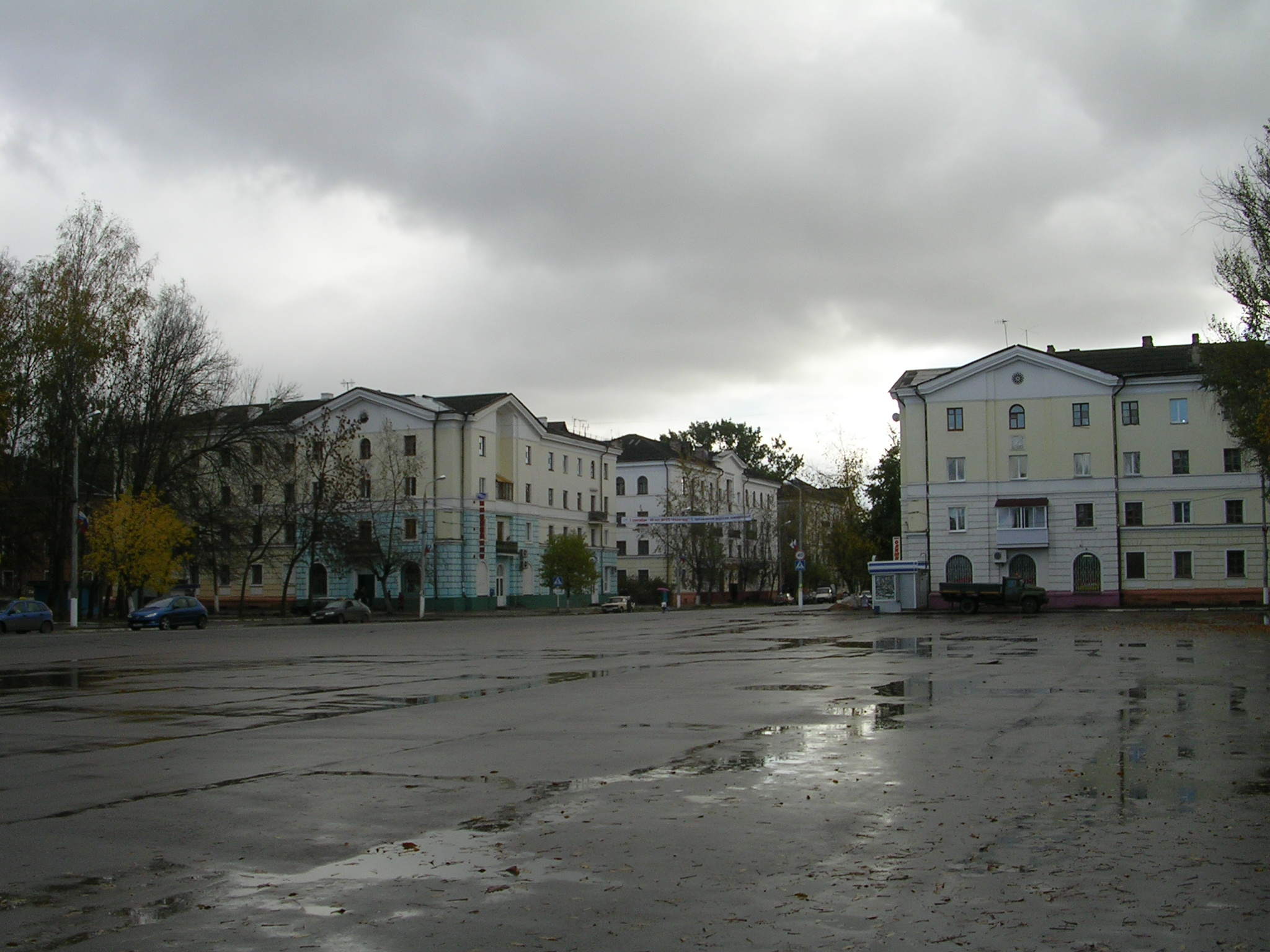
レーニン通り（サフォノヴォ）

サフォノヴォ（サフォーノヴォ、ロシア語: Сафо́ново、ラテン文字表記の例: Safonovo）は、ロシアのスモレンスク州にある都市。人口は3万8403人（2021年）。

## 地理
サフォノヴォはドニエプル川の支流ヴォペツ川（Vopets, Вопец）が流れる。州都スモレンスクからは北東へ102キロメートル。サフォノヴォの南20キロメートルにあるドロゴブージが最寄りの町。スモレンスクとヴャジマを結ぶ道路や鉄道沿いにある。

## 歴史
サフォノヴォは、1859年の記録にモスクワ・スモレンスク間の道沿いの村として文献に初出している。19世紀後半には鉄道が通り、サフォノヴォに駅が開業した。1918年にはこの地方の郡の中心地になり、1929年にはサフォノヴォ地区の中心になった。1930年代、褐炭の鉱脈がみつかったことでサフォノヴォは大きく発展し、1938年には村から都市型集落（町）になり、1952年に市となった。第二次世界大戦ではドイツ軍に占領され被害を受けている。
サフォノヴォ地区には、ロシアの貴族の領地が多数存在していた。ガリツィン公、ウルソフ公、オゼロフ家、バリシニコフ家などの屋敷があったほか、後に赤軍の元帥となるミハイル・トゥハチェフスキーもこの地方の没落貴族の出身であった。

## 産業
サフォノヴォには大型の工場がいくつか立地している。「サフォノヴォ電機工場」（Сафоновский электромашиностроительный завод）は、大型の電動機や発電機などを製造している。「PO Avangard」社はガラス繊維強化プラスチックや炭素繊維強化プラスチックなどの繊維強化プラスチック製の部品類を製造している。その他、化学工場、アスファルト工場、煉瓦工場などもある。
一方で、サフォノヴォの発展のきっかけとなった褐炭炭鉱は、1980年代から90年代にかけて利益が上がらないことから閉鎖されている。
サフォノヴォは交通の便もよく、モスクワからスモレンスクを経てミンスク、ワルシャワへ向かう高速道路M1（欧州自動車道路E30号線の一部）がある。また同区間を通る鉄道の駅もある。